# Degredado
Die Degredados waren im frühneuzeitlichen portugiesischen Kolonialimperium Verurteilte, die gegen ihren Willen in die außereuropäischen Kolonialgebiete zur Bevölkerung der neu gewonnenen Ländereien eingesetzt wurden. Den Höhepunkt des Einsatzes von Degredados bildeten vor allem das 16. und 17. Jahrhundert.

## Hintergrund und Einsatz
Die im heutigen Brasilien ansässigen Tupi-Völker (Indianer) wurden durch mitgeschleppte Krankheiten nahezu komplett ausgelöscht. Bedingt durch diese demographische und menschliche Katastrophe wurden vor allem Afrikaner als Sklaven und Europäer, hier Portugiesen als Degredados, in die neuen Gebiete gebracht. Die ersten Siedler, abgesehen von den administrativen Eliten und den Besitzerfamilien der Capitanias, waren Degredados, also Verbannte aus dem Mutterland.
Beginnend mit dem 15. Jahrhundert konnten sich die Verurteilten auf dem portugiesischen Festland dadurch die Freiheit erkaufen, indem sie einer Umsiedlung in fremden außereuropäischen Gebieten zustimmten und somit ihre Strafe umwandeln konnten. Sie waren aber trotzdem nicht ganz frei, da sie immer noch für bestimmte Herren dienen mussten. Zum Beispiel wurden sie oft als erste eingesetzt, wenn es darum ging, den teils gefährlichen Erstkontakt mit fremden Eingeborenen herzustellen.
Ein beträchtlicher Teil der Bevölkerung in außereuropäischem Kolonialbesitzungen im portugiesischen Kolonialreich waren Degredados. Laut Russell-Wood wurden bei der Gründung von Salvador, Brasiliens erster Hauptstadt, 400 bis 600 Degredados eingesetzt.